# Lijst van schilderijen van Pieter de Hooch
Dit is een lijst van schilderijen van Pieter de Hooch. Zijn werken zijn meestal genrestukken, maar hij heeft ook ten minste één religieus werk gemaakt.
| Afbeelding | Titel | Datering       | Formaat           | ID              | Eigendom, collectie                              | Locatie          |
| ---------- | --- | -------------- | ----------------- | --------------- | ------------------------------------------------ | ---------------- |
|            | Zelfportret                                                                                                  | 1648           | 32,5 × 34 cm      | SK-A-181        | Rijksmuseum Amsterdam                            | Amsterdam        |
|            | De vrolijke drinker                                                                                          | 1650           | 50 × 42 cm        | B33             | Gemäldegalerie                                   | Berlijn          |
|            | Stalinterieur met twee drinkende mannen, een trompetspeler en een dienstmeid                                 | 1650-1655      | 76 × 66 cm        |                 | Kunsthaus Zürich                                 | Zürich           |
|            | Interieur met een man die een vrouw een glas wijn aanbiedt                                                   | 1650-1655      | 71 × 69 cm        | 6316            | Hermitage                                        | Sint-Petersburg  |
|            | Twee drinkende soldaten en een dienstmeid, ca. 1650-1655                                                     | 1650-1655      | 52 × 46 cm        |                 | privécollectie                                   | onbekend         |
|            | De bevrijding van Petrus                                                                                     | 1650-1655      | 30,5 × 37,5 cm    |                 | privécollectie                                   | onbekend         |
|            | Pijprokende soldaat                                                                                          | 1650           | 34,7 × 27 cm      | 499             | Philadelphia Museum of Art                       | Philadelphia     |
|            | Vrouw in een tuin                                                                                            | 1651           | 69,5 × 59 cm      |                 | Kunstmuseum Bazel                                | Bazel            |
|            | Tric-Trac spelers                                                                                            | 1652-1655      | 45 × 33,5 cm      | NGI.322         | National Gallery of Ireland                      | Dublin           |
|            | Soldaat, dienstmeid en kaartspelend gezelschap in een herberg                                                | 1652-1655      | 42,7 × 33,5 cm    |                 | privécollectie                                   | onbekend         |
|            | Soldaten met dienstmeid in een herberg                                                                       | 1650s          | 54,8 × 69,1 cm    | 498             | Philadelphia Museum of Art                       | Philadelphia     |
|            | Het lege glas                                                                                                | 1652           | 44 × 35 cm        | 2499 (OK)       | Museum Boijmans Van Beuningen                    | Rotterdam        |
|            | Interieur met soldaten, fluitspeler en dienstmeid                                                            | 1650-1655      | 60 × 73 cm        | 269             | Galleria Borghese                                | Rome             |
|            | Twee soldaten met dienstmeid en jongen in een herberg, ca. 1650-1655                                         | 1650-1655      | 49 × 50 cm        |                 | privécollectie                                   | onbekend         |
|            | Interieur met boodschapper, officier en jonge vrouw                                                          | 1655           | 68 × 56 cm        | 065005-000      | Museu Nacional d'Art de Catalunya                | Barcelona        |
|            | Herberginterieur met soldaat, dienstmeid en kaartspelers                                                     | 1655           | 58 × 71 cm        | WRM 2841        | Wallraf-Richartz-Museum                          | Keulen           |
|            | Het ochtendtoilet van een jonge man                                                                          | 1655-1657      | 40 × 53 cm        | Ж-2621          | Poesjkinmuseum                                   | Moskou           |
|            | Een man met andere figuren en dood gevogelte in een stal                                                     | 1655           | 53,5 × 49,7 cm    | NG3881          | National Gallery                                 | Londen           |
|            | Interieur met een vrouw en een kind; op de binnenplaats veegt een dienstbode de stoep, 1655-1656             | 1655-1656      | 59,7 × 47 cm      |                 | privécollectie                                   | onbekend         |
|            | Vrouw met spinnewiel op een binnenplaats                                                                     | 1656           | 69,2 × 54 cm      | RCIN 405331     | Koninklijke Collectie                            | Londen           |
|            | Interieur met bezemende dienstmeid en vrouw die een kind de borst geeft, ca. 1665-1668                       | 1655-1658      | 65 × 80 cm        | 37              | Ranger's House                                   | Londen           |
|            | Interieur met vrouw met kind op schoot en meid met bezem, ca. 1655-1657                                      | 1655-1657      | 43,2 × 38,3 cm    |                 | privécollectie                                   | onbekend         |
|            | Twee vrouwen en een kind op een binnenplaats                                                                 | 1657           | 68 × 57,5 cm      | 1949.27         | Toledo Museum of Art                             | Toledo           |
|            | Vrouw bezig met groente in achterkamer                                                                       | 1657           | 60 × 49 cm        | 1372            | Louvre                                           | Parijs           |
|            | Vrouw en kind op een bleekveld                                                                               | 1657-1659      | 73,5 × 63 cm      |                 | privécollectie                                   | onbekend         |
|            | Een vrouw en twee mannen onder een pergola                                                                   | 1657           | 43 × 36,5 cm      | 1976.100.25     | Metropolitan Museum of Art                       | New York         |
|            | Het bezoek                                                                                                   | 1657           | 67,9 × 58,5 cm    | 29.100.7        | Metropolitan Museum of Art                       | New York         |
|            | Kaartspelende soldaten en een jonge vrouw die een pijpje stopt                                               | 1657           | 50,5 × 45,7 cm    |                 | privécollectie                                   | onbekend         |
|            | Soldaat die een waardin betaalt in een herberg                                                               | 1658           | 71 × 63,5 cm      |                 | Mount Stuart House                               | Isle of Bute     |
|            | Vrouw met baby op schoot bij brandende openhaard; kind en hond nabij                                         | 1658-1660      | 67,9 × 55,6 cm    | 61-44-37        | M.H. de Young Memorial Museum                    | San Francisco    |
|            | Vrouw en kind op een binnenplaats                                                                            | 1658-1660      | 73,5 × 66 cm      | 1942.9.34       | National Gallery of Art                          | Washington D.C.  |
|            | Kinderen met colfstokken in de hand                                                                          | 1658           | 63,5 × 45,7 cm    |                 | Polesden Lacey                                   | Surrey           |
|            | Interieur met drinkende vrouw, twee mannen en een dienstmeid                                                 | 1658           | 73,7 cm × 64,6 cm | NG834           | National Gallery                                 | Londen           |
|            | Kaartspelers in een zonnige kamer                                                                            | 1658           | 76,2 × 66 cm      | RCIN 405951     | Koninklijke Collectie                            | Londen           |
|            | Een vrouw met een kind in een kelderkamer                                                                    | 1658           | 65 × 60,5 cm      | SK-A-182        | Rijksmuseum Amsterdam                            | Amsterdam        |
|            | Interieur met drinkende jonge vrouw, twee mannen en een dienstmeid                                           | 1658           | 68,8 × 60 cm      | RF 1974-29      | Louvre                                           | Parijs           |
|            | Interieur met enkele drinkende, rokende en fluitspelende soldaten, eerste helft jaren vijftig                | 1650-1655      | 46,7 × 64,2 cm    |                 | privécollectie                                   | onbekend         |
|            | Interieur met vrouw met kind op schoot en meisje met hond in haar armen                                      | 1658           | 60 × 47 cm        |                 | privécollectie                                   | onbekend         |
|            | Vrouw en kind op straat                                                                                      | 1657-1659      | 76,2 × 62,2 cm    |                 | privécollectie                                   | Verbrand         |
|            | Twee mannen, vrouw en kind op een binnenplaats, in het verschiet de toren van de Nieuwe Kerk van Delft       | 1658-1660      | 68 × 59 cm        | 1937.1.56       | National Gallery of Art                          | Washington D.C.  |
|            | Groepsportret van een onbekende familie of gezelschap                                                        | 1650-1665      | 112,5 × 97 cm     | 715             | Academie van beeldende kunsten in Wenen          | Wenen            |
|            | Slaapkamer                                                                                                   | 1658           | 51,8 × 60,6 cm    | 259             | Staatliche Kunsthalle Karlsruhe                  | Karlsruhe        |
|            | De Slaapkamer                                                                                                | 1658-1660      | 51 × 60 cm        | 1942.9.33       | National Gallery of Art                          | Washington D.C.  |
|            | Een moeder die het haar van haar kind reinigt, bekend als ‘Moedertaak’                                       | 1658           | 52,5 × 61 cm      | SK-C-149        | Amsterdam Museum Rijksmuseum Amsterdam           | Amsterdam        |
|            | Gezelschap in een tuin                                                                                       | 1658           | 66,5 × 56,5 cm    |                 | privécollectie                                   | onbekend         |
|            | De binnenplaats van een huis in Delft                                                                        | 1658           | 73,5 cm × 60 cm   | NG835           | National Gallery                                 | Londen           |
|            | Binnenplaats met een rokende man en een drinkende vrouw                                                      | 1659           | 78 × 65 cm        | 835             | Mauritshuis                                      | Den Haag         |
|            | Vrouw met een wijnglas en een kind in een tuin, ca. 1658-1660                                                | 1658-1660      | 62 × 58 cm        |                 | privécollectie                                   | onbekend         |
|            | Vrouw en dienstmeid op een binnenplaats                                                                      | 1660-1661      | 73,7 cm × 62,6 cm | NG794           | National Gallery                                 | Londen           |
|            | Vrouw met een emmer en een bezem in een binnenhof                                                            | 1660           | 49,4 × 41 cm      |                 | Staatliche Kunsthalle Karlsruhe                  | Karlsruhe        |
|            | Gezelschap in een rijk interieur, zich vermakend met kaartspel, roken en drinken, ca. 1670                   | 1660           | 88 × 81 cm        |                 | privécollectie                                   | onbekend         |
|            | Zittende vrouw met dienstmeid op een erf                                                                     | 1660           | 53 × 42 cm        | ГЭ-943          | Hermitage                                        | Sint-Petersburg  |
|            | Vrouw met brood en boter en een naast haar staande jongen                                                    | 1660-1663      | 68,6 × 53,3 cm    | 84.PA.47        | J. Paul Getty Museum                             | Los Angeles      |
|            | De Moeder | 1661           | 92 × 100 cm       | 820B            | Gemäldegalerie                                   | Berlijn          |
|            | Twee mannen en een jonge vrouw in een voormaam interieur, ca. 1663-1665                                      | 1660-1664      | 60 × 66 cm        | Gm406           | Germanisches Nationalmuseum                      | Neurenberg       |
|            | Vrolijk gezelschap in een interieur                                                                          | 1663-1665      | 64,5 × 74,5 cm    | 1620-P          | Museu Nacional de Arte Antiga                    | Lisbon           |
|            | Interior met echtpaar                                                                                        | 1662-1665      | 54,8 × 62,8 cm    | 14.40.613       | Metropolitan Museum of Art                       | New York         |
|            | Man met pijp en vrouw met vuurtest in een voornaam interieur, ca. 1660-1663                                  | 1660-1663      | 71,5 × 54 cm      |                 | privécollectie                                   | onbekend         |
|            | Een gezelschap op de plaats achter een huis                                                                  | 1663           | 61 × 47 cm        | SA 7517         | Amsterdam Museum Rijksmuseum Amsterdam           | Amsterdam        |
|            | Portret van een musicerende familie                                                                          | 1663           | 100 × 119 cm      | 1951.355        | Cleveland Museum of Art                          | Cleveland        |
|            | Zogende moeder en kind met dienstmeisje                                                                      | 1663-1665      | 64 × 76 cm        | GG 5976         | Kunsthistorisches Museum Wien                    | Wenen            |
|            | Kaartspelers in een gedecoreerd interieur                                                                    | 1663-1665      | 67 × 77 cm        | 1373            | schilderijcollectie Louvre                       | Parijs           |
|            | Een stel wandelt door het Stadhuis van Amsterdam                                                             | 1663-1665      | 72 × 85 cm        | 213             | Musée des Beaux-Arts de Strasbourg               | Strasbourg       |
|            | Een vrouw die appelen schilt                                                                                 | 1663           | 70 × 54 cm        | P23             | Wallace Collection                               | Londen           |
|            | Binnenhuis met vrouwen bij een linnenkast                                                                    | 1663           | 72 × 77,5 cm      | SA 7336         | Amsterdam Museum Rijksmuseum Amsterdam           | Amsterdam        |
|            | Een jonge die brood bezorgt                                                                                  | 1663           | 74 × 60 cm        | P27             | Wallace Collection                               | Londen           |
|            | Vrouw met boek en kind met hoepel in een interieur                                                           | 1662-1666      | 63,3 × 80,4 cm    |                 | Royal Pump Rooms                                 | Leamington Spa   |
|            | Raadskamer in het stadhuis van Amsterdam                                                                     | 1663-1665      | 112,5 × 99 cm     | 196 (1960.3)    | Museo Thyssen-Bornemisza                         | Madrid           |
|            | Musicerend gezelschap in een grote zaal                                                                      | 1664-1666      | 81 × 68,3 cm      | 1031            | Museum der bildenden Künste                      | Leipzig          |
|            | Vrouw met weegschaal                                                                                         | circa 1664     | 61 × 53 cm        | 1401B           | Gemäldegalerie                                   | Berlijn          |
|            | Vrouw, een brief lezend bij het venster                                                                      | 1664           | 55 × 55 cm        | 5933            | Szépművészeti Múzeum                             | Boedapest        |
|            | Vrolijk gezelschap in een voornaam interieur                                                                 | ca. 1663-65    |                   | 1975.1.144      | Metropolitan Museum of Art                       | New York         |
|            | Kegelspelers in een tuin                                                                                     | 1663-1666      | 69,8 × 62,2 cm    | 2564            | Waddesdon Manor                                  | Waddesdon        |
|            | Interieur met een vrouw aan haar toilet en een man die zijn hoed afneemt                                     | c.1665         | 52 × 62 cm        |                 | Apsley House                                     | Londen           |
|            | Binnenhuis met moeder en kind, 'Moedervreugd'                                                                | 1665-1668      | 36,5 × 42 cm      | SA 7518         | Amsterdam Museum                                 | Amsterdam        |
|            | Vrouw bezig met naaiwerk in interieur, 1662-1668                                                             | 1662-1668      | 50 × 38,5 cm      | PAM 893         | Niedersächsisches Landesmuseum Hannover          | Hannover         |
|            | Man met glas en kruik en vrouw die haar lijfje dichtrijgt, 1665 gedateerd                                    | 1665           | 53,5 × 64 cm      |                 | privécollectie                                   | onbekend         |
|            | Interieur met een moeder bij een wieg                                                                        | 1665           | 54 × 65 cm        | NM 473          | Nationalmuseum                                   | Stockholm        |
|            | Een vrouw legt een kind in een wieg                                                                          | 1663-1667      | 45 × 37 cm        |                 | privécollectie                                   | onbekend         |
|            | Interieur met twee paren en een musicerend gezelschap, ca. 1664-1666                                         | 1664-1666      | 72 × 67 cm        | KMSsp615        | Statens Museum for Kunst                         | Kopenhagen       |
|            | Kegelspel in een tuin                                                                                        | 1663-1666      | 66,6 × 73 cm      | 20:1929         | Saint Louis Art Museum privécollectie            | onbekend         |
|            | Kegelspelers in een tuin (kopie)                                                                             | 1663-1666      | 74 × 66,3 cm      | 1950.19         | Cincinnati Art Museum                            | Cincinnati       |
|            | Musicerend gezelschap op een terras, ca. 1667                                                                | 1667           | 67,7 × 82 cm      |                 | privécollectie                                   | onbekend         |
|            | Dienstmeid en man bij een bed                                                                                | 1667           | 61,5 × 52 cm      | 32.100.15       | Metropolitan Museum of Art                       | New York         |
|            | Een geblesseerde man wordt verzorgd                                                                          | 1667           | 41 × 49 cm        |                 | privécollectie                                   | onbekend         |
|            | Cister spelende vrouw en zingend paar in een voornaam interieur                                              | 1667-1670      | 70 × 58 cm        | 1931.395        | Taft Museum of Art                               | Cincinnati       |
|            | Portret van een familie op een terras, 1667 (?)                                                              | 1667           | 66,7 × 76,2 cm    |                 | privécollectie                                   | onbekend         |
|            | Een muzikale gezelschap                                                                                      | 1667           | 52,1 × 58,7 cm    | RCIN 403028     | Koninklijke Collectie                            | Royal Collection |
|            | Twee vrouwen leren een kind met valhoed lopen                                                                | 1668-1672      | 67,5 × 59 cm      | 1558            | Museum der bildenden Künste                      | Leipzig          |
|            | Elegant gezelschap met een man en twee vrouwen in een voornaam interieur                                     | 1668-1670      | 70 × 61,8 cm      | 1979.465        | Manchester Art Gallery                           | Manchester       |
|            | Moeder en kind met jongen op een trap                                                                        | 1668           | 65 × 55 cm        |                 | privécollectie                                   | onbekend         |
|            | Interieur met uitzicht op water                                                                              | 1668           | 56,5 × 47,6 cm    | 33/6            | Michaelis Collection                             | Kaapstad         |
|            | Interieur met een vrouw en een meisje                                                                        | 1662-1668      | 55 × 45 cm        | 195 (1958.7)    | Museo Thyssen-Bornemisza                         | Madrid           |
|            | Brieflezende vrouw en man bij venster in een interieur                                                       | 1669           | 57 × 49 cm        | NM 471          | Nationalmuseum                                   | Stockholm        |
|            | Interieur van een voorhuis met een jonge man in de deuropening, een jonge vrouw en een dienstmeid, 1660-1680 | 1669           | 72,4 × 63,5 cm    |                 | privécollectie                                   | onbekend         |
|            | Man met glas en vrouw met kruik in een interieur, ca. 1680                                                   | 1669           | 51 × 47 cm        |                 | privécollectie                                   | onbekend         |
|            | Musicerend gezelschap met een aapje op een terras                                                            | 1669           | 71 × 85,5 cm      |                 | privécollectie                                   | Engeland         |
|            | Jonge vrouw, een papegaai voerend in gezelschap van een man en een dienstmeid, ca. 1680                      | 1669-1671      | 52 × 44,5 cm      |                 | privécollectie                                   | onbekend         |
|            | De liefdesboodschapper                                                                                       | 1668-1670      | 57 × 53 cm        | 184             | Hamburger Kunsthalle                             | Hamburg          |
|            | Elegant gezelschap kaartspelers in een interieur                                                             | 1670-1674      | 107,3 × 93,3 cm   |                 | privécollectie                                   | onbekend         |
|            | Keukeninterieur met jonge vrouw, kind en dienstmeid, ca. 1668-1672                                           | 1668-1672      | 70 × 63,5 cm      |                 | privécollectie                                   | onbekend         |
|            | Interieur met vrouw en dienstmaagd                                                                           | 1670-1675, ca. | 83 × 72 cm        | 2500 (OK)       | Museum Boijmans Van Beuningen                    | Rotterdam        |
|            | Kaartspelers en dienstmeid in een interieur                                                                  | 1665-1675      | 68 × 58,5 cm      | 1975.1.143      | Metropolitan Museum of Art                       | New York         |
|            | Vrolijk gezelschap met trompetspeler in een voornaam interieur, ca. 1670                                     | 1670           | 99 × 113 cm       | 7018            | Koninklijke Musea voor Schone Kunsten van België | Brussel          |
|            | Luitspelende man en zingende vrouw in een interieur, 1670 (?) gedateerd                                      | 1670           | 73,5 × 62,2 cm    |                 | privécollectie                                   | onbekend         |
|            | Interieur met twee vrouwen bij een wieg                                                                      | 1670-1680      | 52 × 61 cm        | Ж-2030          | Poesjkinmuseum                                   | Moskou           |
|            | Interieur met drinkende man en twee vrouwen met een kind die een papegaai voeren                             | 1668-1672      | 79,5 × 66 cm      |                 | privécollectie                                   | onbekend         |
|            | Musicerend gezelschap op een veranda, ca. 1665-1684                                                          | 1665-1684      | 56,5 × 69,4 cm    |                 | privécollectie                                   | onbekend         |
|            | Officier en jonge vrouw met muntstuk in een stal                                                             | ca. 1670       | 94,5 × 111,1 cm   | 58.144          | Metropolitan Museum of Art                       | New York         |
|            | Een vrouw met een eend en een vrouw met een kool                                                             | 1677-1684      | 63 × 75 cm        |                 | privécollectie                                   | onbekend         |
|            | Interieur met een jonge vrouw die een dienstmeid een muntstuk geeft                                          | 1668-1672      | 73 × 66 cm        | M.44.2.8        | Los Angeles County Museum of Art privécollectie  | onbekend         |
|            | De familie Jacott-Hoppesack                                                                                  | 1670           | 97 × 114,5 cm     | SA 41337        | Amsterdam Museum                                 | Amsterdam        |
|            | Het aanreiken van een brief in een voorhuis                                                                  | 1670           | 68 × 59 cm        | SK-C-147        | Amsterdam Museum Rijksmuseum Amsterdam           | Amsterdam        |
|            | Bij de open haard                                                                                            | 1670-1675      | 64 × 77 cm        | 52.9.45         | North Carolina Museum of Art                     | Raleigh, NC      |
|            | Een vrouw en kind met een dienstmeid met asperges                                                            | 1670-1674      | 71 × 82 cm        |                 | privécollectie                                   | onbekend         |
|            | Interieur met een breiende vrouw en een dienstmeid met een meisje aan de hand                                | 1673           | 72,4 × 62,7 cm    |                 | City of Londen Corporation                       | Londen           |
|            | Interieur met twee vrouwen, twee kinderen en een papegaai, 1673 gedateerd                                    | 1673           | 76 × 67 cm        |                 | privécollectie                                   | onbekend         |
|            | Twee vrouwen en een kind in een voornaam interieur                                                           | 1673           | 75 × 61 cm        | Ж-1679          | Poesjkinmuseum                                   | Moskou           |
|            | Een vrolijk gezelschap met een trompettist                                                                   | 1673-1675      | 85 × 92 cm        |                 | privécollectie                                   | onbekend         |
|            | Musicerend gezelschap in een interieur, 1672-1676                                                            | 1672-1676      | 90 × 108 cm       |                 | privécollectie                                   | Londen           |
|            | Interieur met twee amoureuze koppels                                                                         | 1673-1675      | 63,5 × 80 cm      |                 | privécollectie                                   | onbekend         |
|            | Musicerend gezelschap in een interieur                                                                       | 1674           | 98 × 115 cm       | 3798.1          | Honolulu Museum of Art                           | Honolulu         |
|            | Mandoline spelende man met jonge vrouw, dienstmeid en een amoureus paar, ca. 1673-1675                       | 1673-1675      | 57 × 65,5 cm      |                 | Fondation Bemberg                                | onbekend         |
|            | Interieur met een vrouw die een kind de borst geeft                                                          | 1674-1676      | 79,7 × 59,7 cm    | 89.39           | Detroit Institute of Arts                        | Detroit          |
|            | Staande vrouw en een vrouw die cello speelt (fragment), ca. 1675                                             | 1675           | 67 × 52 cm        |                 | privécollectie                                   | onbekend         |
|            | De asperges verkoopster                                                                                      | 1675-1680      | 76,2 × 104 cm     | 82.46           | Minneapolis Institute of Arts                    | Minneapolis      |
|            | Interieur met twee mannen en een vrouw naast een haard                                                       | 1675-1680      | 43,7 × 52,7 cm    |                 | privécollectie                                   | onbekend         |
|            | Man en vrouw met papegaai in een interieur                                                                   | 1675           | 73 × 62 cm        | WRM 3218        | Wallraf-Richartz-Museum                          | Keulen           |
|            | Elegant gezelschap in een voornaam interieur, 1675 (waarschijnlijk)                                          | 1675           | 81,8 × 98,9 cm    | W1912-1-7       | Philadelphia Museum of Art                       | Philadelphia     |
|            | Huiselijke scene met een vrouw met kinderen bij de haard, late jaren zeventig                                | 1675-1680      | 83,8 × 81,6 cm    |                 | privécollectie                                   | onbekend         |
|            | Een huisvrouw instrueert haar dienstmeid                                                                     | 1674-1676      | 91,5 × 83 cm      | KMSsp614        | Statens Museum for Kunst                         | Kopenhagen       |
|            | Dienstmeid die een schol toont aan een vrouw met kind, ca. 1674-1676                                         | 1674-1676      | 86,2 × 79,7 cm    | 501             | Philadelphia Museum of Art                       | Philadelphia     |
|            | Musicerend gezelschap                                                                                        | c.1675         | 104 × 135 cm      |                 | Apsley House                                     | Londen           |
|            | Elegant gezelschap in een voornaam interieur                                                                 | 1675           | 92,7 × 109,8 cm   | 67.21           | Indianapolis Museum of Art                       | Indianapolis     |
|            | Interieur met een man die een brief leest en een vrouw met naaiwerk                                          | 1674-1676      | 69,9 × 77 cm      |                 | The Kremer Collection                            | onbekend         |
|            | Musicerend gezelschap in een interieur, 1674-1677                                                            | 1674-1677      | 92 × 105,5 cm     | KMSsp. 613      | Statens Museum for Kunst                         | Kopenhagen       |
|            | De Lege Kruik                                                                                                | 1675-1680      | 54,5 × 64,7 cm    | 872130          | Saltram House                                    | Plympton         |
|            | Interieur met vrouw die een eend plukt                                                                       | 1675           | 54 × 64,5 cm      | MNG/SD/360/M    | Nationalmuseum (Danzig)                          | Gdansk           |
|            | Vrouw met een kind en een dienstmeid in een interieur                                                        | 1675           | 56,2 × 65,8 cm    | 1925.117        | Worcester Art Museum                             | Worcester, MA    |
|            | Vrolijk gezelschap in een voornaam interieur, ca. 1675-1677                                                  | 1675-1677      | 73 × 62 cm        | Corcoran 26.103 | National Gallery of Art                          | Washington D.C.  |
|            | Een man met een boek en twee vrouwen                                                                         | 1676           | 63,5 × 75 cm      | B102            | Gemäldegalerie                                   | Berlijn          |
|            | Een vrouw betaalt een meisje en een vrouw met bezem                                                          | 1675-1680      | 59 × 66 cm        |                 | privécollectie                                   | onbekend         |
|            | Elegant gezelschap met vrouw aan virginaal in een voornaam interieur, ca. 1675-1680                          | 1675-1680      | 92,5 × 115 cm     |                 | privécollectie                                   | onbekend         |
|            | Interieur met roker                                                                                          | 1675-1680      | 51 × 64 cm        | NM 472          | Nationalmuseum                                   | Stockholm        |
|            | Musicerend gezelschap op een binnenplaats                                                                    | 1677           | 83,5 × 68,5 cm    | NG3047          | National Gallery                                 | Londen           |
|            | Een vrouw met een wijnglas in een deuropening                                                                | 1675-1680      | 40 × 31,6 cm      |                 | privécollectie                                   | onbekend         |
|            | Een arts en een zieke vrouw                                                                                  | 1675-1680      | 65 × 56 cm        |                 | privécollectie                                   | onbekend         |
|            | Interieur van een voorhuis met een jonge vrouw met een baby, 1675-1680                                       | 1675-1680      | 51,8 × 60,7 cm    |                 | privécollectie                                   | onbekend         |
|            | Een vrouw die een luit speelt met andere figuren                                                             | 1677           | 67 × 57 cm        |                 | privécollectie                                   | onbekend         |
|            | Een muzikale gezelschap met drie figuren en dienstmeid                                                       | 1677-1680      | 64,5 × 73,6 cm    |                 | privécollectie                                   | onbekend         |
|            | Een vrouw met een luit en een man met een viool                                                              | 1677-1684      | 66 × 59 cm        |                 | privécollectie                                   | onbekend         |
|            | Buiten de herberg                                                                                            | 1677-1680      | 84,5 × 69,5 cm    | KMS1641         | Statens Museum for Kunst                         | Kopenhagen       |
|            | Een vrouw naaiend met een dienstmeid en een kind                                                             | 1680           | 67,5 × 58 cm      |                 | privécollectie                                   | onbekend         |
|            | Musicerend paar en dienstmeid in een voornaam interieur                                                      | 1680           | 65 × 53 cm        | 815             | Hermitage                                        | Sint-Petersburg  |
|            | Interieur met twee pratende vrouwen, een man en een hond                                                     | 1680-1684      | 74 × 84 cm        | 347             | Musée Granet                                     | Aix-en-Provence  |
|            | Elegant musicerend paar op een terras, met een dienstmeid die wijn inschenkt                                 | 1680           | 51,2 × 62,2 cm    |                 | privécollectie                                   | onbekend         |
|            | Vrouw met een dienstmeid                                                                                     | 1680           | 65 × 55 cm        | P304            | Museum voor Schone Kunsten                       | Lille            |
|            | Gezelschap met een zwarte page en een vrouw die een papegaai voert, na 1680                                  | 1680-1684      | 67 × 56 cm        |                 | privécollectie                                   | onbekend         |
|            | Een muzikale trio in een interieur                                                                           | 1680           | 58,4 × 45,4 cm    |                 | privécollectie                                   | onbekend         |
|            | Een vrouw bij een raam en een kind in een deuropening                                                        | 1680           | 54,1 × 67,2 cm    |                 | privécollectie                                   | onbekend         |
|            | Interieur met twee vrouwen bij een haard                                                                     | 1680           | 57,5 × 69,8 cm    | 03.607          | Museum of Fine Arts                              | Boston           |
|            | Virginaal spelende vrouw met een man en twee dansende hondjes, na 1680                                       | 1680-1684      | 50 × 42,5 cm      |                 | privécollectie                                   | onbekend         |
|            | Oesters etend gezelschap in een interieur                                                                    | 1681           | 60,3 × 52 cm      | (CTB.1995.2)    | Museo Thyssen-Bornemisza                         | Madrid           |
|            | Een vrouw geknield bij een haard met een muzikale gezelschap                                                 | 1680-1684      | 68 × 82,5 cm      |                 | privécollectie                                   | onbekend         |
|            | Een muzikale gezelschap met vier figuren met een dansende jongen                                             | 1680-1684      | 65 × 75 cm        |                 | Berkshire Museum                                 | Pittsfield, MA   |
|            | Twee vrouwen bij een man in bed                                                                              | 1680-1684      | 70 × 82 cm        |                 | privécollectie                                   | onbekend         |
|            | Een muzikale gezelschap van vier figuren                                                                     | 1684           | 72 × 84 cm        |                 | privécollectie                                   | onbekend         |
|            | Een vrouw geknield bij een haard met een gezelschap aan tafel                                                | 1680-1684      | 67,3 × 83,8 cm    |                 | privécollectie                                   | onbekend         |
|            | Een vrouw die boter pakt van een bord in handen van een meisje                                               | 1680-1684      | 93 × 82 cm        |                 | privécollectie                                   | onbekend         |
|            | Jong musicerend paar met twee dansende hondjes in een interieur, na 1680                                     | 1680-1684      | 62,2 × 53,3 cm    |                 | privécollectie                                   | onbekend         |
|            | Man met brief en vrouw die een vogel voert, na 1680                                                          | 1680-1684      | 57,5 × 50,8 cm    |                 | privécollectie                                   | onbekend         |
|            | Een staande vrouw en een man zittend aan een tafel                                                           | 1683           | 43 × 38 cm        |                 | privécollectie                                   | onbekend         |
|            | Portret van een onbekende man en vrouw, 1684 gedateerd                                                       | 1684           | 109,3 × 127,5 cm  |                 | privécollectie                                   | onbekend         |
|            | Een muzikale gezelschap van drie figuren                                                                     | 1684           | 53,3 × 62,8 cm    |                 | privécollectie                                   | onbekend         |